# 尾張古図
尾張古図（おわりこず）は、濃尾平野の古地形をあらわしたといわれる古地図である。玉井神社に伝わったとされるものと、猿投神社に伝わったとされるものの2種類が知られており、いずれも濃尾平野一帯を海として描写している。玉井神社の地図に関しては江戸時代に創作されたものであり、猿投神社のものについても信憑性は薄い。

## 解題

### 玉井神社
田中重策の『尾張国愛知郡誌』によれば、同図は、尾張国玉井神社の小祠から発見されたものであると伝わっているという。文化13年（1816年）の津田正生『尾張国地名考』には、近藤利昌の「此圖は名古屋七間町三丁目指物為文左衛門が憶説をもて圖引せしものにて取がたし」という見解が記載されており、当時より偽作であると認識されていた。同書によれば、近藤利昌は津田と同時期の官吏であり、地域の地理や歴史に明るかったことから、津田の執筆を手助けしたという。また、嘉永5年（1852年）の細野要斎『諸家雑談』にもこの地図に関する言及があり、「世にある玉の井の祠より出たると云尾張の古図は、蓋し偽物なり。古名にはよく熟し、古図には甚暗き人の作りしなるべしと、或人云」と、偽作であると退けられている。

### 猿投神社
三河国猿投神社より発見されたというこの地図は、養老元年（717年）の制作と伝わっている。太田正弘は同図について「今、社藏のものには、『此圖、三州猿投之宮中ヨリ出』とあつ て、第三者が社藏のものを寫した躰のものである。その「原本」は初めからなかつたものか、或ひは失われたものか定かでない」と論じる。吉田東伍は『大日本地名辞書』において、「又近世此地方に猿投宮の古図と云ふ者をもてはやして、古代の地形を論ずる人多し」としながら、「一宮」「枇杷島」といった後世の地名が多く見られること、『風土記』逸文によれば、同図において海中とされている葉栗郡には養老以前にすでに葉栗光明寺が築かれていたこといった不審な点を挙げ、同図が後世の偽作であることを立証している。また、阿部直輔は『明治随筆』において、玉井神社の図についての『尾張国地名考』の記述を引用しながら、「直輔云、世ニ古圖ト稱スルモ ノニアリ。一ニハ猿投神庫ニ出ルト云者アリ。共ニ同圖也」と、いずれも偽作であることを指摘している。